# Берлін (Нью-Йорк)
Берлін (англ. Berlin) — місто (англ. town) в США, в окрузі Ренсселер штату Нью-Йорк. Населення — 1808 осіб (2020).

## Демографія
Згідно з переписом 2010 року, у місті мешкало 1880 осіб у 789 домогосподарствах у складі 504 родин. Було 1100 помешкань
Расовий склад населення:
| - 97,3 % — білих - 0,2 % — корінних американців - 0,2 % — азіатів - 0,1 % — чорних або афроамериканців |

До двох чи більше рас належало 1,9 %. Частка іспаномовних становила 1,0 % від усіх жителів.
За віковим діапазоном населення розподілялося таким чином: 22,1 % — особи молодші 18 років, 59,9 % — особи у віці 18—64 років, 18,0 % — особи у віці 65 років та старші. Медіана віку мешканця становила 44,6 року. На 100 осіб жіночої статі у місті припадало 96,9 чоловіків;  на 100 жінок у віці від 18 років та старших — 98,2 чоловіків також старших 18 років.
Середній дохід на одне домашнє господарство  становив 63 088 доларів США (медіана — 50 357), а середній дохід на одну сім'ю — 73 330 доларів (медіана — 65 208). Медіана доходів становила 55 119 доларів для чоловіків та 46 932 долари для жінок. За межею бідності перебувало 9,4 % осіб, у тому числі 8,7 % дітей у віці до 18 років та 11,8 % осіб у віці 65 років та старших.
Цивільне працевлаштоване населення становило 770 осіб. Основні галузі зайнятості: освіта, охорона здоров'я та соціальна допомога — 37,3 %, будівництво — 13,6 %, роздрібна торгівля — 10,4 %, виробництво — 10,3 %.